# PA-411
A  PA-411 é uma rodovia brasileira do estado do Pará. Essa estrada intercepta a BR-158 em sua extremidade oeste.
Está localizada na região sudeste do estado, atendendo ao município de Santana do Araguaia. 